# Gornji Sređani
Gornji Sređani – wieś w Chorwacji, w żupanii bielowarsko-bilogorskiej, w gminie Dežanovac. W 2011 roku liczyła 265 mieszkańców.